# Coredo
Coredo est une ancienne commune italienne d'environ 1 600 habitants située dans la province autonome de Trente dans la région du Trentin-Haut-Adige dans le nord-est de l'Italie. Elle a fusionné le 1er janvier 2015 avec les communes de Smarano, Taio, Tres et Vervò pour former la commune de Predaia.

## Économie
Les productions de pommes sont l'une des principales activités dans la région de Coredo.

## Administration
| Période                                  | Période | Identité | Étiquette | Qualité |
| ---------------------------------------- | ------- | -------- | --------- | ------- |
|                                          |         |          |           |         |
| Les données manquantes sont à compléter. |         |          |           |         |

### Communes limitrophes
Romeno, Don (Italie), Sanzeno, Termeno sulla Strada del Vino, Smarano, Sfruz, Taio, Cortaccia sulla Strada del Vino, Tres (Italie)